# Grand Prix Formule 1 van Bahrein 2014
De Grand Prix Formule 1 van Bahrein 2014 wordt gehouden op 6 april 2014 op het Bahrain International Circuit. Het is de derde race van het kampioenschap. Het is tevens de tiende keer dat er een Formule 1-race in Bahrein wordt gehouden. Om die reden wordt de Grand Prix van Bahrein voor het eerst als een nachtrace gehouden.

## Wedstrijdverslag

### Achtergrond

#### DRS-systeem
Voor het DRS-systeem worden, net zoals in 2013, twee detectiepunten gebruikt. Het eerste meetpunt ligt voor bocht 14, waarna de achtervleugel op het rechte stuk op start-finish open mag. Het tweede meetpunt voor bocht 9 en het DRS-systeem mag gebruikt worden na bocht 10. Als een coureur hier binnen een seconde achter een andere coureur rijdt, mag hij zijn achtervleugel open zetten op het rechte stuk op start-finish en tussen de tweede en de derde bocht.

### Kwalificatie
Nico Rosberg behaalde voor Mercedes zijn eerste pole position van het jaar en de derde voor Mercedes. Zijn teamgenoot Lewis Hamilton kwalificeerde zich als tweede, voor de Red Bull van Daniel Ricciardo. Valtteri Bottas eindigde in zijn Williams op de vierde positie met de sterke Force India-rijder Sergio Pérez achter zich. Kimi Räikkönen kwalificeerde zich voor Ferrari als zesde, voor het McLaren-duo Jenson Button en Kevin Magnussen op de plaatsen zeven en negen, met de Williams van Felipe Massa tussen hen in. Ferrari-coureur Fernando Alonso sloot de top 10 af.
Na afloop van Grand Prix Formule 1 van Maleisië 2014 kreeg Daniel Ricciardo een straf van tien startplaatsen op de grid voor deze race omdat hij niet op een veilige manier de pits verliet na zijn laatste pitstop in de vorige race. Hierdoor zal hij de race als dertiende starten, waardoor zijn teamgenoot Sebastian Vettel in de top 10 start. Sauber-coureur Adrian Sutil kreeg een straf van vijf startplaatsen nadat hij in de kwalificatie Lotus-coureur Romain Grosjean ophield.

### Race
De race werd gewonnen door Lewis Hamilton na een spannend gevecht met teamgenoot Nico Rosberg, die tweede werd. Sergio Pérez eindigde als derde, zijn eerste podium sinds de Grand Prix van Italië 2012 en de eerste voor zijn team Force India sinds de Grand Prix van België 2009. Daniel Ricciardo eindigde als vierde, voor de andere Force India van Nico Hülkenberg en teamgenoot Sebastian Vettel. Het Williams-duo Felipe Massa en Valtteri Bottas werd zevende en achtste, terwijl de Ferrari's van Fernando Alonso en Kimi Räikkönen de laatste punten verdeelden.
Na afloop van de race kreeg Lotus-coureur Pastor Maldonado een straf van vijf startplaatsen voor de volgende race vanwege het veroorzaken van een aanrijding met de Sauber van Esteban Gutiérrez, die door de aanrijding een koprol maakte en uitgeschakeld werd.

## Vrije trainingen
- Er wordt enkel de top 5 weergegeven.

| Vrije training 1 | Pos | No | Coureur          | Constructeur         | Tijd     |
| ---------------- | --- | -- | ---------------- | -------------------- | -------- |
| Vrije training 1 | 1   | 44 | Lewis Hamilton   | Mercedes             | 1:37.502 |
| Vrije training 1 | 2   | 6  | Nico Rosberg     | Mercedes             | 1:37.733 |
| Vrije training 1 | 3   | 14 | Fernando Alonso  | Ferrari              | 1:37.953 |
| Vrije training 1 | 4   | 27 | Nico Hülkenberg  | Force India-Mercedes | 1:38.122 |
| Vrije training 1 | 5   | 22 | Jenson Button    | McLaren-Mercedes     | 1:38.636 |
| Vrije training 2 | Pos | No | Coureur          | Constructeur         | Tijd     |
| Vrije training 2 | 1   | 44 | Lewis Hamilton   | Mercedes             | 1:34.325 |
| Vrije training 2 | 2   | 6  | Nico Rosberg     | Mercedes             | 1:34.690 |
| Vrije training 2 | 3   | 14 | Fernando Alonso  | Ferrari              | 1:35.360 |
| Vrije training 2 | 4   | 3  | Daniel Ricciardo | Red Bull-Renault     | 1:35.433 |
| Vrije training 2 | 5   | 19 | Felipe Massa     | Williams-Mercedes    | 1:35.442 |
| Vrije training 3 | Pos | No | Coureur          | Constructeur         | Tijd     |
| Vrije training 3 | 1   | 44 | Lewis Hamilton   | Mercedes             | 1:35.324 |
| Vrije training 3 | 2   | 6  | Nico Rosberg     | Mercedes             | 1:35.439 |
| Vrije training 3 | 3   | 11 | Sergio Pérez     | Force India-Mercedes | 1:35.868 |
| Vrije training 3 | 4   | 77 | Valtteri Bottas  | Williams-Mercedes    | 1:36.116 |
| Vrije training 3 | 5   | 19 | Felipe Massa     | Williams-Mercedes    | 1:36.364 |

Testcoureurs:
*  Felipe Nasr (#40, Williams-Mercedes, P13)
*  Giedo van der Garde (#36, Sauber-Ferrari, P18)
*  Robin Frijns (#46, Caterham-Renault, P21)

## Kwalificatie
| Pos                 | No | Coureur           | Constructeur         | Q1       | Q2       | Q3       | Grid |
| ------------------- | -- | ----------------- | -------------------- | -------- | -------- | -------- | ---- |
| 1                   | 6  | Nico Rosberg      | Mercedes             | 1:35.439 | 1:33.708 | 1:33.185 | 1    |
| 2                   | 44 | Lewis Hamilton    | Mercedes             | 1:35.323 | 1:33.872 | 1:33.464 | 2    |
| 3                   | 3  | Daniel Ricciardo  | Red Bull-Renault     | 1:36.220 | 1:34.592 | 1:34.051 | 13   |
| 4                   | 77 | Valtteri Bottas   | Williams-Mercedes    | 1:34.934 | 1:34.842 | 1:34.247 | 3    |
| 5                   | 11 | Sergio Pérez      | Force India-Mercedes | 1:34.998 | 1:34.747 | 1:34.346 | 4    |
| 6                   | 7  | Kimi Räikkönen    | Ferrari              | 1:35.234 | 1:34.925 | 1:34.368 | 5    |
| 7                   | 22 | Jenson Button     | McLaren-Mercedes     | 1:35.699 | 1:34.714 | 1:34.387 | 6    |
| 8                   | 19 | Felipe Massa      | Williams-Mercedes    | 1:35.085 | 1:34.842 | 1:34.511 | 7    |
| 9                   | 20 | Kevin Magnussen   | McLaren-Mercedes     | 1:35.288 | 1:34.904 | 1:34.712 | 8    |
| 10                  | 14 | Fernando Alonso   | Ferrari              | 1:35.251 | 1:34.723 | 1:34.992 | 9    |
| 11                  | 1  | Sebastian Vettel  | Red Bull-Renault     | 1:35.549 | 1:34.985 |          | 10   |
| 12                  | 27 | Nico Hülkenberg   | Force India-Mercedes | 1:34.874 | 1:35.116 |          | 11   |
| 13                  | 26 | Daniil Kvjat      | Toro Rosso-Renault   | 1:35.395 | 1:35.145 |          | 12   |
| 14                  | 25 | Jean-Éric Vergne  | Toro Rosso-Renault   | 1:35.815 | 1:35.286 |          | 14   |
| 15                  | 21 | Esteban Gutiérrez | Sauber-Ferrari       | 1:36.567 | 1:35.891 |          | 15   |
| 16                  | 8  | Romain Grosjean   | Lotus-Renault        | 1:36.654 | 1:35.908 |          | 16   |
| 17                  | 13 | Pastor Maldonado  | Lotus-Renault        | 1:36.663 |          |          | 17   |
| 18                  | 99 | Adrian Sutil      | Sauber-Ferrari       | 1:36.840 |          |          | 22   |
| 19                  | 10 | Kamui Kobayashi   | Caterham-Renault     | 1:37.085 |          |          | 18   |
| 20                  | 17 | Jules Bianchi     | Marussia-Ferrari     | 1:37.310 |          |          | 19   |
| 21                  | 9  | Marcus Ericsson   | Caterham-Renault     | 1:37.875 |          |          | 20   |
| 22                  | 4  | Max Chilton       | Marussia-Ferrari     | 1:37.913 |          |          | 21   |
| 107% tijd: 1:41.515 |    |                   |                      |          |          |          |      |

## Race
| Pos | No | Coureur           | Constructeur         | Rondes | Tijd/Oorzaak uitval | Grid | Punten |
| --- | -- | ----------------- | -------------------- | ------ | ------------------- | ---- | ------ |
| 1   | 44 | Lewis Hamilton    | Mercedes             | 57     | 1:39:42.743         | 2    | 25     |
| 2   | 6  | Nico Rosberg      | Mercedes             | 57     | +1.085              | 1    | 18     |
| 3   | 11 | Sergio Pérez      | Force India-Mercedes | 57     | +24.067             | 4    | 15     |
| 4   | 3  | Daniel Ricciardo  | Red Bull-Renault     | 57     | +24.489             | 13   | 12     |
| 5   | 27 | Nico Hülkenberg   | Force India-Mercedes | 57     | +28.654             | 11   | 10     |
| 6   | 1  | Sebastian Vettel  | Red Bull-Renault     | 57     | +29.879             | 10   | 8      |
| 7   | 19 | Felipe Massa      | Williams-Mercedes    | 57     | +31.265             | 7    | 6      |
| 8   | 77 | Valtteri Bottas   | Williams-Mercedes    | 57     | +31.876             | 3    | 4      |
| 9   | 14 | Fernando Alonso   | Ferrari              | 57     | +32.595             | 9    | 2      |
| 10  | 7  | Kimi Räikkönen    | Ferrari              | 57     | +33.462             | 5    | 1      |
| 11  | 26 | Daniil Kvjat      | Toro Rosso-Renault   | 57     | +41.342             | 12   |        |
| 12  | 8  | Romain Grosjean   | Lotus-Renault        | 57     | +43.143             | 16   |        |
| 13  | 4  | Max Chilton       | Marussia-Ferrari     | 57     | +59.909             | 21   |        |
| 14  | 13 | Pastor Maldonado  | Lotus-Renault        | 57     | +1:02.803           | 17   |        |
| 15  | 10 | Kamui Kobayashi   | Caterham-Renault     | 57     | +1:27.900           | 18   |        |
| 16  | 17 | Jules Bianchi     | Marussia-Ferrari     | 56     | +1 ronde            | 19   |        |
| 17  | 22 | Jenson Button     | McLaren-Mercedes     | 55     | Koppeling           | 6    |        |
| DNF | 20 | Kevin Magnussen   | McLaren-Mercedes     | 40     | Koppeling           | 8    |        |
| DNF | 21 | Esteban Gutiérrez | Sauber-Ferrari       | 39     | Ongeluk             | 15   |        |
| DNF | 9  | Marcus Ericsson   | Caterham-Renault     | 33     | Olielek             | 20   |        |
| DNF | 25 | Jean-Éric Vergne  | Toro Rosso-Renault   | 18     | Schade ongeluk      | 14   |        |
| DNF | 99 | Adrian Sutil      | Sauber-Ferrari       | 17     | Schade ongeluk      | 22   |        |

## Standen na de Grand Prix

### Coureurs
| Positie | Nummer | Rijder          | Team                 | Punten |
| ------- | ------ | --------------- | -------------------- | ------ |
| 1       | 6      | Nico Rosberg    | Mercedes             | 61     |
| 2       | 44     | Lewis Hamilton  | Mercedes             | 50     |
| 3       | 27     | Nico Hülkenberg | Force India-Mercedes | 28     |
| 4       | 14     | Fernando Alonso | Ferrari              | 26     |
| 5       | 22     | Jenson Button   | McLaren-Mercedes     | 23     |

### Constructeurs
| Positie | Nummers | Team                 | Rijders                           | Punten |
| ------- | ------- | -------------------- | --------------------------------- | ------ |
| 1       | 6 44    | Mercedes             | Nico Rosberg Lewis Hamilton       | 111    |
| 2       | 11 27   | Force India-Mercedes | Sergio Pérez Nico Hülkenberg      | 44     |
| 3       | 20 22   | McLaren-Mercedes     | Kevin Magnussen Jenson Button     | 43     |
| 4       | 1 3     | Red Bull-Renault     | Sebastian Vettel Daniel Ricciardo | 35     |
| 5       | 7 14    | Ferrari              | Kimi Räikkönen Fernando Alonso    | 33     |

## Noot
- Dit was de vijfde pole position voor Nico Rosberg.
- Dit was de negenhonderdste officiële Formule 1-race die meetelde voor het wereldkampioenschap.